# José Agustín Ganuza García
José Agustín Ganuza García OAR (* 28. August 1931 in Artajona) ist emeritierter Prälat von Bocas del Toro.

## Leben
José Agustín Ganuza García trat der Ordensgemeinschaft der Augustiner-Rekollekten bei und empfing am 27. Juni 1954 die Priesterweihe.
Papst Paul VI. ernannte ihn am 12. März 1970 zum Prälaten von Bocas del Toro und am 4. Februar 1972 zum Titularbischof von Pauzera. Der Apostolische Nuntius in Panama, Edoardo Rovida, spendete ihm am 27. Mai desselben Jahres die Bischofsweihe; Mitkonsekratoren waren Marcos Gregorio McGrath CSC, Erzbischof von Panama, und Martín Legarra Tellechea OAR, Bischof von Santiago de Veraguas.
Am 18. November 1977 verzichtete er im Zuge der neuen Vergaberichtlinien der römischen Kurie auf seinen Titularbischofssitz. Am 1. Mai 2008 nahm Papst Benedikt XVI. seinen altersbedingten Rücktritt an.